# Lucio Nicoletto
Lucio Nicoletto   (Este, 18 d'agost de 1972) és un religiós i arquebisbe italià que ha viscut gran part de la seva vida al Brasil, país on es bisbe elegit de la Prelatura territorial de São Félix, a l'estat de Mato Grosso.
Nascut a Este l'any 1972, es va traslladar amb la seva família a Ponso i del 1983 al 1987 va assistir a l'escola Manfredini, dirigida pels salesians. Va rebre l'ordenació sacerdotal el 7 de juny de 1998, incardinant-se a la diòcesi de Pàdua. Del 2019 al 2024 va ser vicari general de la diòcesi de Roraima. El 13 de març de 2024 va ser nomenat nou prelat de São Félix pel Papa Francesc, succeint a Adriano Ciocca Vasino.